# Am (thờ cúng)

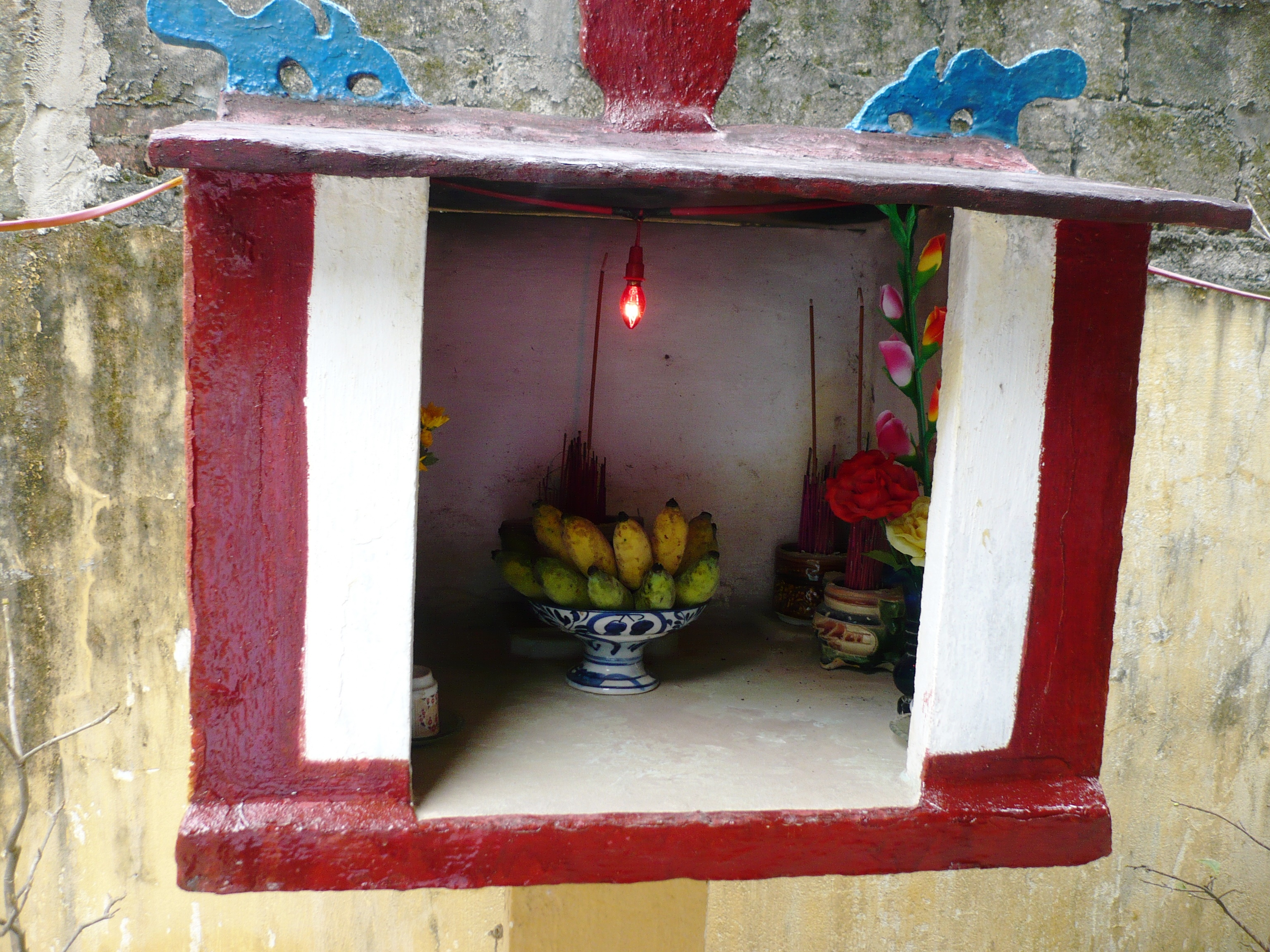
Một cái am nhỏ tại tư gia ở Việt Nam

Am là một kiến trúc nhỏ dùng để thờ tự, ngày nay nó được dùng chủ yếu để thờ Phật hoặc thờ tại tư gia. Ở Trung Quốc, ban đầu, từ Am xuất hiện để chỉ một ngôi nhà nhỏ, lợp lá, dùng làm nơi ở của con cái khi chịu tang cha mẹ; về sau, có kết cấu là mái tròn, lợp lá, làm nơi ở và nơi đọc sách của các nhà văn; đến đời Đường, Am là nơi tu hành và thờ Phật của ni cô trong vườn tư gia.
Ở Việt Nam, Am là nơi thờ Phật như Hương Hải Am (Chùa Thầy), Thọ Am (Chùa Đậu – Hà Nội). Thời Lê sơ ở thế kỷ XV (thời Lê sơ) là nơi ở tĩnh mịch của nhà văn để đọc sách, làm thơ. Am cũng là ngôi miếu nhỏ thờ thần linh của cộng đồng dân cư nhỏ (chùa Mõ – am do công chúa Thiện Thụy lập lên), là miếu thờ cô hồn ở các bãi tha ma.

## Bài liên quan
- Chùa
- Đền
- Phủ
- Từ